# Tonga baingensis
Tonga baingensis är en insektsart som först beskrevs av Victor Lallemand och Synave 1953.  Tonga baingensis ingår i släktet Tonga och familjen sköldstritar. Inga underarter finns listade i Catalogue of Life.